# Moses (песня French Montana)
«Moses» — песня американского рэпера French Montana. Она была выпущена 21 августа 2015 в качестве второго сингла с его девятнадцатого микстейпа Casino Life 2 на лейблах Bad Boy Records и Interscope Records. «Moses» был спродюсирован Southside, TM88, DJ Spinz и K-Major и включает в себя вокалы от Криса Брауна и Migos.

## Список композиций
| №  | Название                                   | Длительность |
| -- | ------------------------------------------ | ------------ |
| 1. | «Moses» (при участии Криса Брауна и Migos) | 4:32         |

## Видеоклип
Видеоклип на трек был выпущен 12 ноября 2015 на онлайн-сервисы YouTube и Vevo. Видео было спродюсировано Spiff TV.

## Отзывы
Колин Джойс из Spin назвал «Moses» «любвеобильным и футуристичным», а Вернон Солеман-второй из XXL — «энергичным».
В интернет-журнале HotNewHipHop сингл получил оценку «VERY HOTTTTT».

## Чарты

### Недельные чарты
| Чарт (2015—2016)                                   | Высшая позиция |
| -------------------------------------------------- | -------------- |
| США (Billboard Hot 100)                            | 25             |
| США (Billboard Bubbling Under R&B/Hip-Hop Singles) | 1              |
| США (Billboard R&B/Hip-Hop Airplay)                | 45             |
| США (Billboard Rap Airplay)                        | 23             |
| США (Billboard Mainstream R&B Hip Hop)             | 18             |
| США (Billboard Rap Digital Song Sales)             | 42             |